# Bruno Tshibala
Bruno Tshibala Nzenze é um político democrático-congolês que serviu como primeiro-ministro da República Democrática do Congo de maio de 2017 até setembro de 2019.